# Белмонте Мецањо
Белмонте Мецањо (итал. Belmonte Mezzagno) је насеље у Италији у округу Палермо, региону Сицилија.
Према процени из 2011. у насељу је живело 10208 становника. Насеље се налази на надморској висини од 349 м.

## Становништво
| 1931. | 1936. | 1951. | 1961. | 1971. | 1981. | 1991. | 2001.  | 2011.  |
| ----- | ----- | ----- | ----- | ----- | ----- | ----- | ------ | ------ |
| 4.977 | 4.718 | 5.899 | 6.522 | 7.431 | 8.252 | 9.601 | 10.322 | 11.149 |